# Montplonne
Montplonne település Franciaországban, Meuse megyében. Lakosainak száma 137 fő (2022. január 1.). Montplonne Bar-le-Duc, Bazincourt-sur-Saulx, Brillon-en-Barrois, Combles-en-Barrois, Lavincourt, Longeville-en-Barrois, Nant-le-Grand, Savonnières-devant-Bar, Stainville és Tannois községekkel határos.

## Népesség
A település népességének változása:
| Lakosok száma | 250  | 160  | 163  | 158  | 138  | 157  | 143  | 143  | 143  | 137  |
|               | 1968 | 1990 | 2006 | 2011 | 2015 | 2016 | 2018 | 2019 | 2021 | 2022 |